# Constantin-Romeo Dragomir
Constantin-Romeo Dragomir (n. 1 martie 1953, Craiova – d. 15 august 2007, București) a fost un jurnalist, compozitor, solist vocal și instrumentist.
Constantin-Romeo Dragomir a fost membru al Cenaclului Flacăra în perioada 1981-1985.
După 1989, Constantin-Romeo Dragomir a fost deputat în legislatura 1992-1996, ales în județul Dolj pe listele partidului PL'93/PAC.

## Biografie
A absolvit Facultatea de Sociologie a Universității București în 1979. Între 1980 și 1985 a fost jurnalist în redacția revistei Flacăra.
În perioada 1991-1992 a fost editor-general la Curierul Național.
În 1996 devine director la Pro Internațional.
În perioada 2001-2003 este director executiv al Uniunii Producătorilor de Fonograme din România.
În 2003 devine director executiv al TVR Media, casa de producție a Televiziunii Române, înființată chiar în acel an, pentru valorificarea arhivei de imagini a Televiziunii Publice.